# Beowulf (1999)
Beowulf is een actie- en fantasyfilm uit 1999, geregisseerd door Graham Baker. De 95 minuten durende film vertelt een aangepaste versie van het gedicht Beowulf, waarbij Beowulf (Christopher Lambert) op zijn tocht om het kwade te bestrijden aankomt in een duister en onder belegering gehouden burcht, waar hij koning Hrotgar helpt om het monster Grendel te verslaan.

## Achtergrond en synopsis
Het Oudengelse epische gedicht Beowulf maakt deel uit van de Nowell Codex en vormt een van de fundamenten van de Westerse literatuur. Het verhaalt hoe Beowulf, neef van de koning der Gauten, de Deense koning Hrotgar komt helpen bij het verslaan van het monster Grendel. Dit monster terroriseert al twaalf jaar de grote zaal van koning Hrotgar en lijkt ongenaakbaar. Beowulf bindt de strijd aan met Grendel en overwint. De strijd is daarmee echter nog niet gestreden. De wraaklustige moeder van Grendel valt op haar beurt Beowulf aan maar delft eveneens het onderspit tegen de held.

## Regie en cast
| Acteur               | Personage          |
| -------------------- | ------------------ |
| Christopher Lambert  | Beowulf            |
| Rhona Mitra          | Kyra               |
| Oliver Cotton        | Hrothgar           |
| Götz Otto            | Roland             |
| Vincent Hammond      | Grendel            |
| Charles Robinson     | Wapenmeester       |
| Brent Jefferson Lowe | Will               |
| Roger Sloman         | Karl               |
| Layla Roberts        | Moeder van Grendel |
| Patricia Velásquez   | Pendra             |
| Diana Dumbrava       | Vrouw van Hrothgar |